# Església de Santa Bàrbara (Kutná Hora)
L'església de Santa Bàrbara (en txec: chrám svaté Barbory) a Kutná Hora, República Txeca, a vegades qualificada de «catedral» a causa de la seva magnificència, és una església catòlica d'estil gòtic, una de les més famoses de l'Europa central. La seva construcció va ser iniciada pels habitants de Kutná Hora amb la intenció de fer-li la competència a la catedral de San Vito de Praga i al pròxim monestir de Sedlec. D'aquesta manera els habitants de la ciutat utraquista volien mostrar la seva independència de la capital catòlica i la força de la ciutat de Kutná Hora.

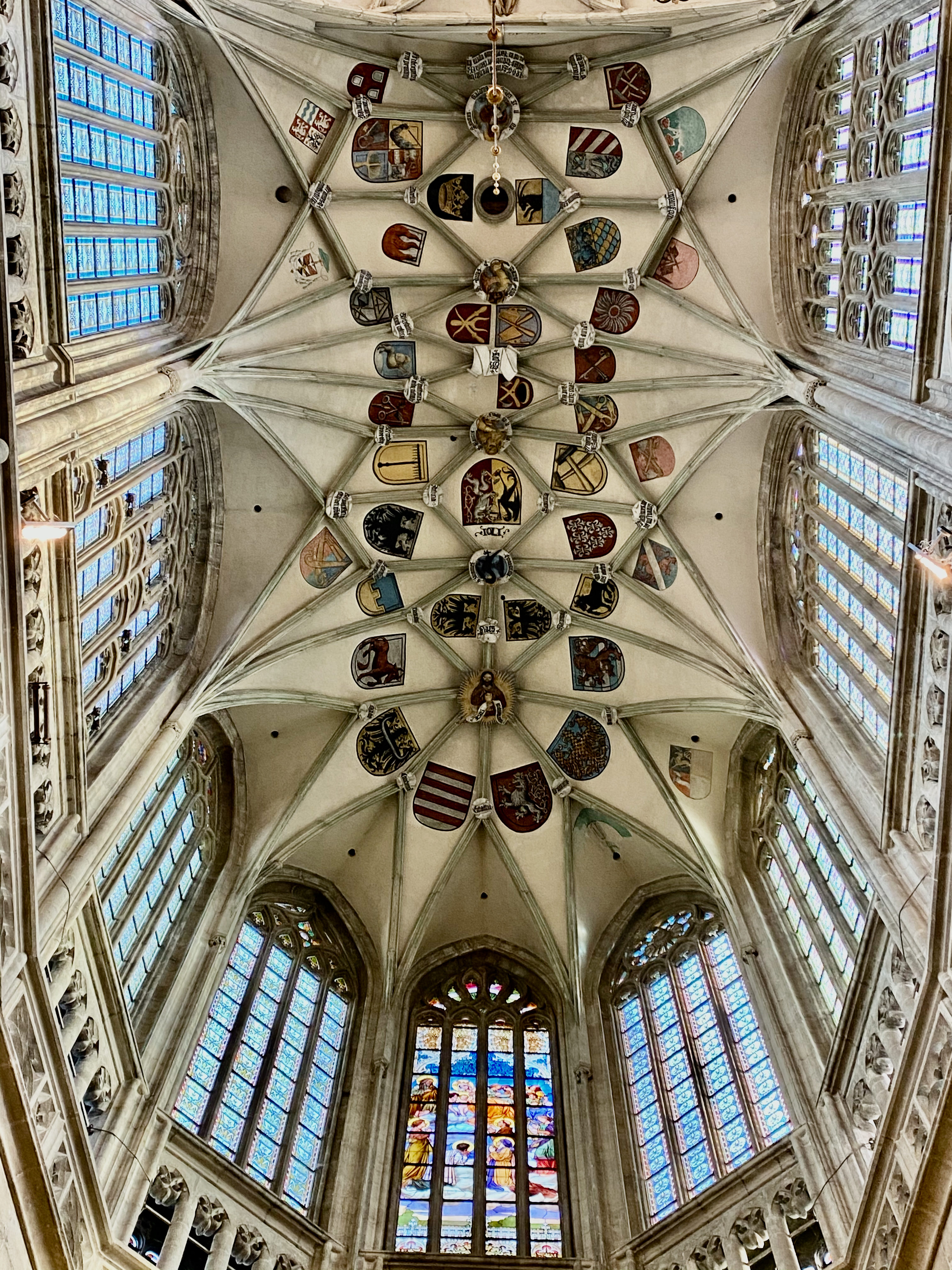
Sostre de la nau principal

Des d'un punt de vista arquitectònic, es tracta d'una catedral de cinc naus. És un digne rival de la catedral de Praga. El nom de catedral, no obstant això, no és del tot correcte, ja que el seu estatut canònic és solament d'església i, a més, no és església residència de cap bisbe. Arquitectònicament, sí que és anomenada catedral: posseeix més de tres naus, un extens sistema de contraforts i arcbotants, a més d'altres trets necessaris. en canvi, no posseeix un transsepte.
En 1995 va ser declarada per la UNESCO com a Patrimoni de la Humanitat i catalogada en aquesta llista en el lloc número 732. Està dedicada a Santa Bàrbara.

## Història

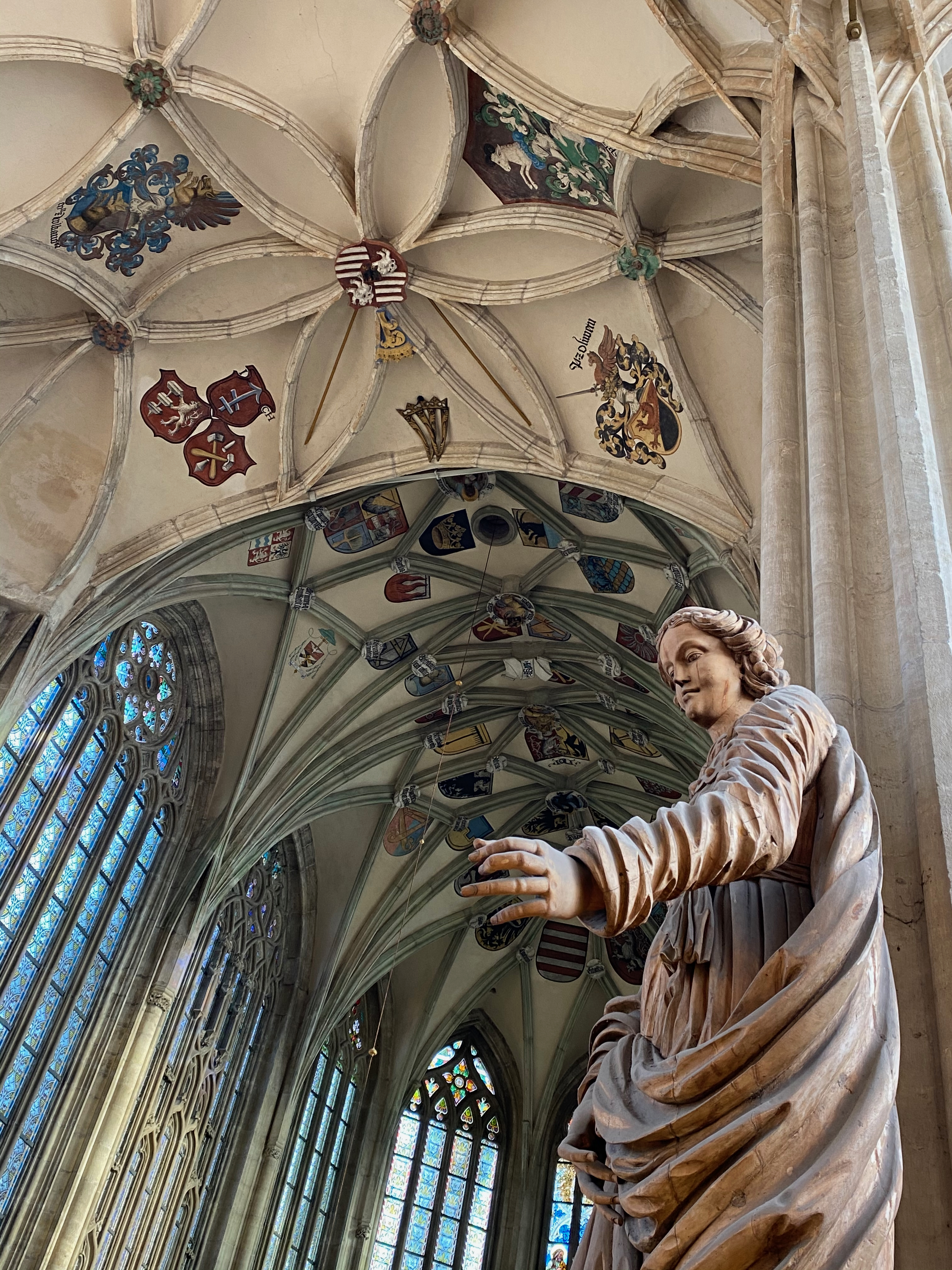
Interior

La construcció va començar l'any 1388, però les obres es van interrompre en diverses ocasions i es van finalitzar l'any 1905. D'acord amb les propostes inicials, l'església es va dissenyar inicialment per ser de dimensions molt més grans, potser fins i tot el doble de l'actual.
La construcció es va realitzar en diverses etapes. La seva continuïtat depenia de l'activitat d'extracció de plata de les mines de Kutná Hora. A causa de la cessació de l'extracció, la construcció també es va aturar. Els treballs van finalitzar el 1558 i l'església es va completar amb un mur provisional a la part oest. Els treballs posteriors van ser només de manteniment i conservació. El 1626, els jesuïtes van obtenir la catedral i al costat d'aquesta van fundar un internat. El 1770, la ciutat de Kutná Hora va sofrir grans incendis. Els jesuïtes, posteriorment, van realitzar reparacions en estil barroc. Entre elles destaca la construcció de la teulada. La catedral va ser tancada davant el perill del seu esfondrament fins a 1884, quan es va reiniciar la seva construcció finalitzada el 1905.

## Els arquitectes i la construcció

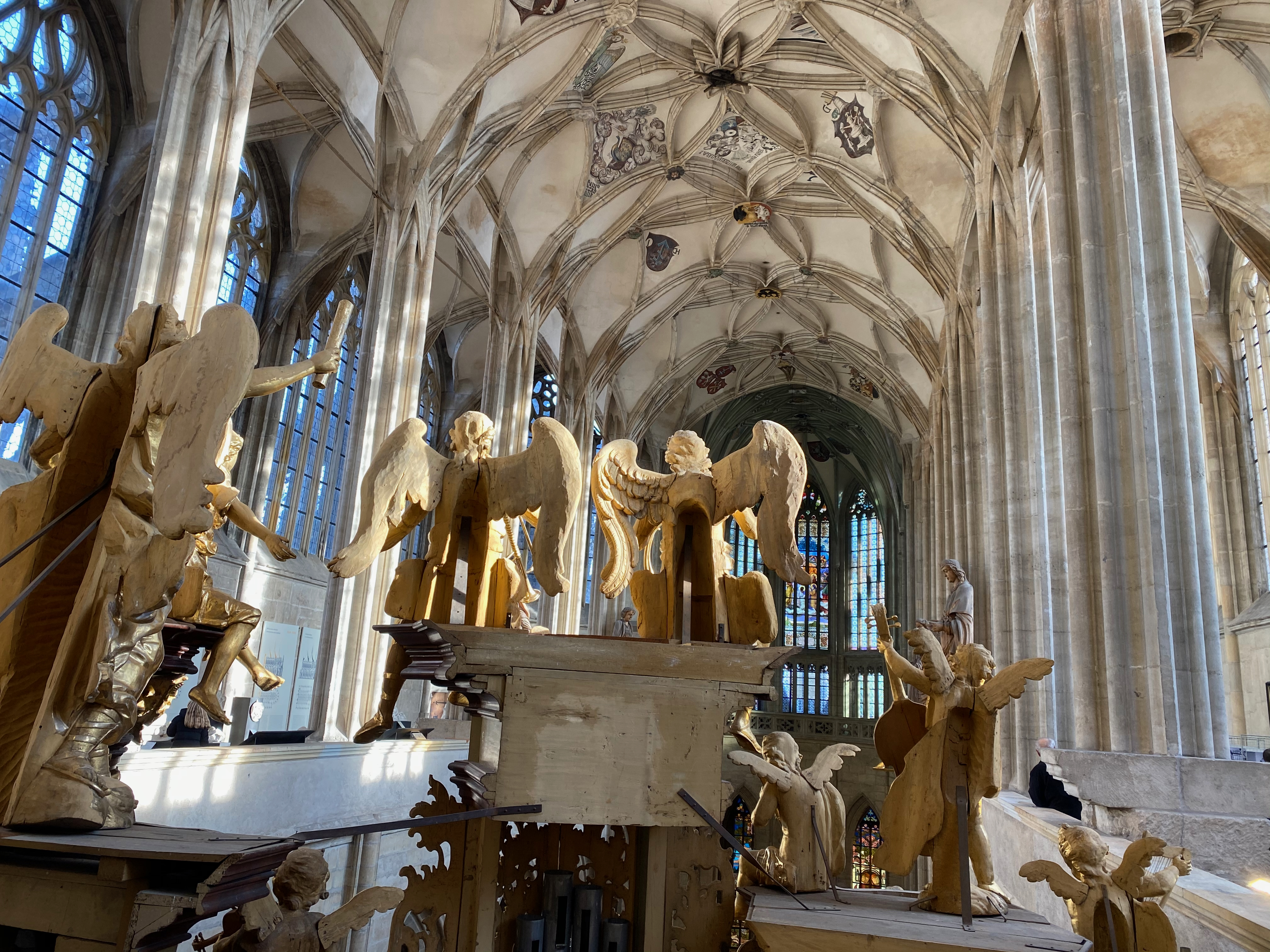
La nau des de darrere l'orgue

Es considera que el seu primer arquitecte va ser Johann Parler, fill de Peter Parler, qui segons algunes fonts també va tenir alguna participació col·lateral en el disseny. Aquesta família d'arquitectes va tenir una profunda influència en les construccions gòtiques tardanes de la zona del sud d'Alemanya i Bohèmia. Parler va realitzar la part més antiga de l'església, inspirant-se en les catedrals franceses. Hi havia vuit capelles radials amb interiors trapezoides. Després es va construir un cor, sostingut per arcbotants de doble arcada. El disseny inicial de basílica de 3 naus va ser ràpidament reemplaçat per plans més ambiciosos que van afegir 2 naus més, cadascuna a un costat de l'edifici.
La construcció de l'església va ser interrompuda per les guerres hussites durant més de 60 anys. Fins llavors, la catedral havia aconseguit gairebé la meitat de la seva altura actual. La construcció es va reiniciar en 1482, sent liderada, primer, pels ciutadans; i des de 1489, dirigida per un altre arquitecte txec, Matěj Rejsek. Aquest, entre altres labors, va finalitzar la teulada del cor amb una volta de creueria reticulada i els contraforts corresponents. L'abundant decoració d'estil gòtic tardà caracteritza la seva obra. Després de la seva mort l'any 1506, els treballs van continuar, seguint els seus plànols, fins al 1509.

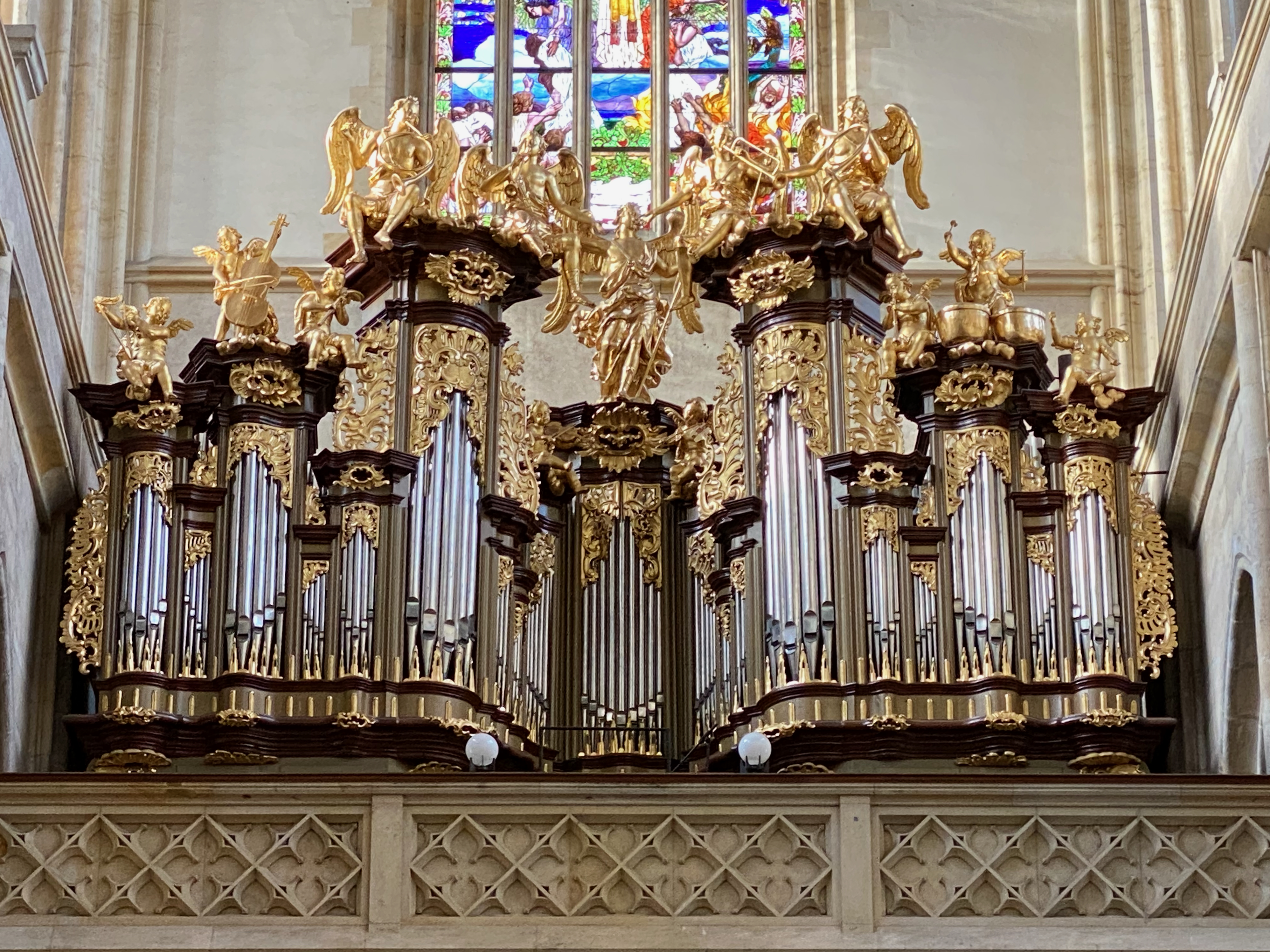
Orgue

Perquè la catedral es pogués usar, era necessari realitzar la volta de la nau central. No obstant això, l'arribada de Benedikt Rejt (o Ried, 1451-1534), un arquitecte respectat, va suposar un enorme canvi. Rejt va decidir igualar l'altura de les tres naus centrals, amb la qual cosa va convertir la basílica planejada anteriorment en una església tipus sala. D'aquesta manera es va generar una "església sobre l'església" en la part de dalt. L'estructura dels nervis de la creueria de la volta de la nau central s'assembla a la de la Sala del rei Vladislau II (de Bohèmia i Hongria), una part del castell de Praga, i està formada per circumferències secants.
Després de la mort de Ried, la construcció va continuar, segons els seus plans, fins a 1588, moment en què l'extracció de plata va cessar i, per tant, no era sostenible finançar la construcció, de manera que la catedral no va ser acabada, sinó tan sols tancada amb un mur provisional.
Va ser en aquest moment quan es va produir l'incendi i la catedral es va cobrir amb un sostre barroc.
Entre 1884 i 1905, a instàncies de la Societat Arqueològica Vocel local, es va dur a terme una reconstrucció purista obra de Josef Mocker, durant la qual l'edifici no sols va ser restaurat sinó que també es va ampliar en un tram voltat cap a l'oest, on es va construir una nova façana neogòtica, la façana actual. El sostre barroc va ser reemplaçat per una armadura en forma de tres sostres de carpes gòtiques, que probablement corresponen aproximadament a la solució gòtica original de Ried.

## Estructura i aparença

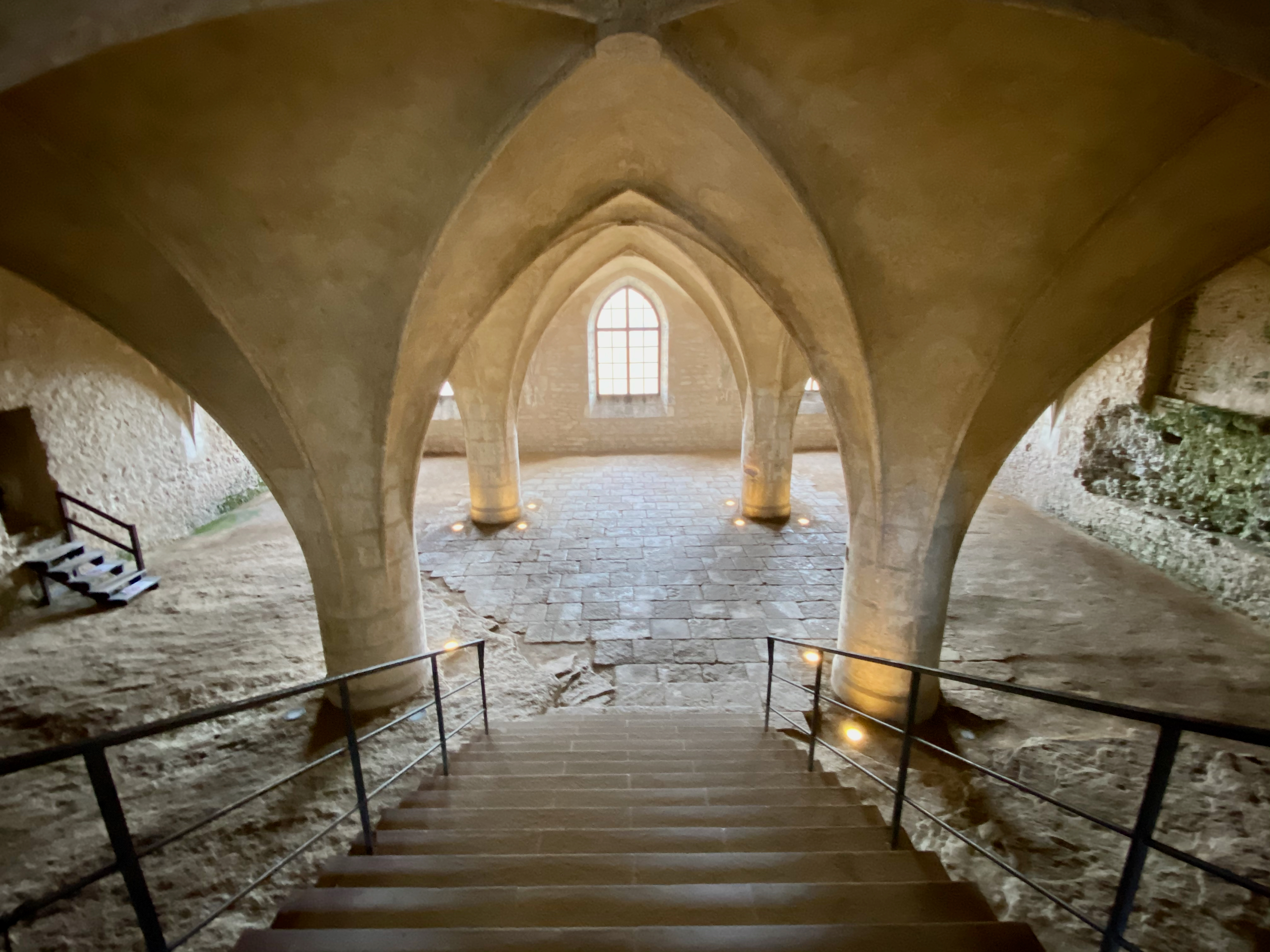
Cripta

L'aparença externa és fascinant, tot i que el treball final del sostre va ser fet a finals del segle xix. Benedikt Rejt (1451-1534) va ser qui va idear posar tres piràmides còncaves en el sostre, per a estilitzar la catedral i simbolitzar la Santíssima Trinitat. D’aquesta manera, va donar a aquesta església una proposta original, pròpia del període més tardà del gòtic, aconseguint una major altura i espectacularitat. El sistema de contraforts està ricament decorat amb obres de pedra; s'hi poden trobar estàtues de figures humanes, animals i criatures mitològiques.
A l'interior es poden observar vitralls, altars, el púlpit, el cor, i alguns frescos medievals, localitzats en algunes de les capelles, que descriuen la vida secular i laboral dels miners de la ciutat.
Els bancs de fusta són els originals, que s'han conservat des del segle xv. Estan decorats pel tallista Jakub Nymburský.